# Erigeron alexeenkoi
Erigeron alexeenkoi là một loài thực vật có hoa trong họ Cúc. Loài này được (Krasch.) Botsch. mô tả khoa học đầu tiên năm 1937.